# Roberto Quiroz
Roberto Quiroz (ur. 23 lutego 1992 w Guayaquil) – ekwadorski tenisista, reprezentant kraju w Pucharze Davisa.

## Kariera tenisowa
Startując w gronie juniorów został mistrzem French Open 2010 i US Open 2010 w konkurencji gry podwójnej chłopców partnerując Duiliowi Berettcie.
Zawodowym tenisistą Quiroz jest od 2014, a od lipca 2011 reprezentuje Ekwador w Pucharze Davisa.
W październiku 2011 wygrał srebrny medal podczas igrzysk panamerykańskich w Guadalajarze w grze podwójnej wspólnie z Júliem Césarem Campozanem, a w sierpniu 2019 zwyciężył w igrzyskach panamerykańskich w Limie także w deblu w parze z Gonzalem Escobarem.
W rankingu gry pojedynczej najwyżej był na 172. miejscu (18 marca 2019), a w klasyfikacji gry podwójnej na 159. pozycji (24 grudnia 2018).